# Euryleptides brasiliensis
Euryleptides, Euryleptididae
Famille
Genre
Espèce
Euryleptides brasiliensis est une espèce de vers plats marins du Brésil. C'est la seule espèce du genre Euryleptides et de la famille des Euryleptididae (super-famille des Pseudocerotoidea).

## Systématique
Les noms valides complets (avec auteur) de ces taxons sont :
- pour la famille : Euryleptididae Faubel, 1984[1]
- pour le genre : Euryleptides Palombi, 1923[1]
- pour l'espèce : Euryleptides brasiliensis Palombi, 1923[1]